# Leandro de Deus Santos
Leandro de Deus Santos, gyakran egyszerűen Leandro vagy Léo de Deus (Belo Horizonte, 1977. április 26. –) brazil labdarúgó-középpályás.

## Pályafutása
Pályafutását a helyi Atlético Mineiróban kezdte. 2001-ben kölcsönben a Minas Gerais állambeli Guarani EC csapatában szerepelt. 2002-ben Európába, a német Borussia Dortmundhoz került kölcsönbe. 2003-ban Ligakupa-ezüstérmet nyert a csapattal, de legtöbbször csak a tartalékok között játszott. 2004-es távozása után is maradt Európában: a dán SønderjyskE vette kölcsön. Habár nem volt alapember, 2006-ban végleg a skandináv csapathoz került; és bár voltak még próbálkozásai brazil amatőrcsapatoknál, hamarosan visszavonult.

## Családja
Testvérei közül Dedé és Cacá is labdarúgó. Mindhárman játszottak az Atlético Mineiróban és Németországban, Dedével ráadásul együtt is játszott a Dortmundban.